# Zberoaia
Zberoaia è un comune della Moldavia situato nel distretto di Nisporeni di 1.866 abitanti al censimento del 2004